# 할게이르 엥에브로텐
할게이르 엥에브로텐(노르웨이어: Hallgeir Engebråten, 1999년 12월 17일~)은 노르웨이의 스피드스케이팅 선수이다. 2022년 동계 올림픽에서 남자 5000m 동메달을 획득했으며 단체 추월에서 노르웨이팀의 일원으로 출전하여 금메달을 획득했다.

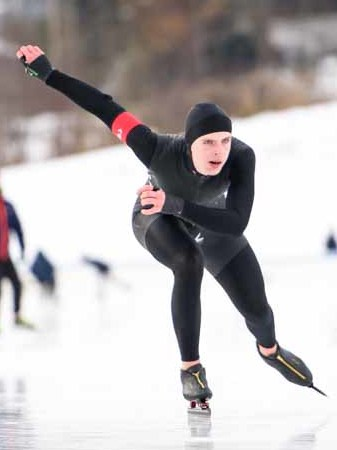
2017년 노르웨이 선수권 대회 당시의 엥에브로텐